# Глумр Эйольфсон
Глумр Эйольфсон или Вига-Глумр (Glumr Eyjólfson; 940 — 1004) — исландский поэт.
Родился около 940 года, по вероисповеданию был убеждённым христианином.
О его военных подвигах на юге Исландии гласит «Viga-Glumr-saga», написанная в XIII веке (издано Г. Торлаксоном в «Islens Kar Tornsögur», I, Копенгаген, 1879 год).
От стихотворных произведений Г. Эйольфсона до наших дней сохранились лишь отрывки, вставленные в его биографию.
Умер в 1004 году.